# Dudu Georgescu
Dudu Georgescu (Bucareste, 1 de setembro de 1950) é um ex-futebolista romeno.

## Carreira
Um dos maiores atacantes do futebol romeno, Georgescu iniciou sua carreira no Progresul Bucureşti, tendo chegado no clube quando tinha onze anos. Sua estreia aconteceu quando tinha dezenove, em 30 de agosto de 1970, na partida contra o Cluj, que terminou com a vitória de sua equipe pelo placar mínimo. No clube, atuando mais recuado da função que o consagraria, Georgescu conquistaria o título da segunda divisão romena e, duas temporadas depois, se transferiu para o Şcolar Reşiţa. Neste, permaneceria apenas alguns meses, marcando sete vezes em doze partidas.
Retornaria logo em seguida a Bucareste, mas dessa vez para o grande Dinamo Bucureşti. Passaria suas melhores temporadas no clube, tendo se tornado um dos principais atacantes do futebol europeu durante o período. Neste, seria quatro vezes seguidas artilheiro do campeonato, recebendo após a segunda e terceira artilharia a Chuteira de Ouro europeia, tendo na segunda vez, batido o recorde de tentos em uma temporada, com 47 (em 33 partidas), recorde não batido desde então. Ainda seria eleito o futebolista romeno do ano em 1976.
Durante sua passagem pelo Dinamo, também se tornaria o maior artilheiro do história do campeonato local, com 252 gols (média de 0,68 gols por partida). Apesar disso, conquistou apenas quatro campeonatos, além de uma Copa da Romênia e sofreu com diversas lesões. Perto dos 33 anos, deixou o clube, seguindo para o Bacău, mas obtendo números poucos expressivos. Seguiria para o Gloria Buzău, onde em duas temporadas marcaria 27 vezes em 44 partidas. Ainda passaria por Flacăra Moreni, Sporting Câmpulung e Unirea Urziceni.
Pela Seleção Romena, Georgescu estreou justamente na maior goleada da história da Romênia, nos 9 a 0 contra a Finlândia, que aconteceu em 14 de outubro de 1973. Georgescu acabaria entrando apenas nos quinze minutos finais, quando a partida já estava 8 a 0. Disputaria sua última partida em 31 de julho de 1984, contra a China (vitória por 1 a 0 da Romênia), tendo anotado durante o período 21 tentos em 44 partidas.